# ドール・ファミリー

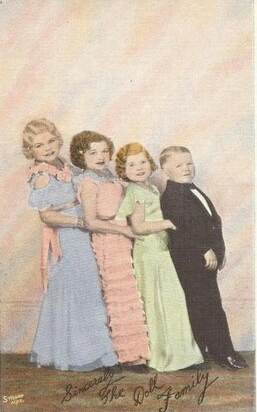
ドール・ファミリー

ドール・ファミリー（The Doll Family）は、 ドイツ生まれでアメリカ合衆国のショービジネス界において活躍した小人症の4人家族である。彼らは1920年代から1950年代にかけて、サーカスなどのショーで活動し、映画にも出演した。

## 経歴
4人は兄弟姉妹で、年齢順に、グレイス（GraceまたはGracie、本名Frieda A. Schneider、1899年3月12日 - 1970年11月8日）、ハリー（Harry、本名Kurt Fritz Schneider、1902年4月3日 - 1985年5月4日）、デイジー (en) （Daisy、本名Hilda Emma Schneider、1907年4月29日 - 1980年3月15日）、タイニー (en) （Tiny、本名Elly Annie Schneider、1914年7月23日 - 2004年9月6日）の女性3人、男性1人である。
4人はドイツ帝国のザクセン王国シュトルペンで、グスタフ・シュナイダー（Gustav Schneider）とその妻エンマ（Emma Schneider）の間に生まれた。シュナイダー夫妻には他に3人の子供がいたが、この3人は通常の身長だった。グレイスとハリーは、「ヘンゼルとグレーテル」というコンビを組んで、寸劇をサーカスの余興で演じていた。2人はアメリカの興行師バート・W・アールズ（Bert W. Earles）からの招きを受けて渡米し、カリフォルニア州パサデナでアールズの家族と同居した。後にアールズは、1922年と1926年にそれぞれデイジーとタイニーを渡米させ、4人は揃って活動することになった。
この時点で4人は、リングリング・ブラザーズ・アンド・バーナム・アンド・ベイリー・サーカスで仕事を始め、歌や踊り、それに乗馬などの芸を披露した。4人はサーカスでの余興の仕事を、1952年にネイト・イーグルズ・ミジェッツ（Nate Eagle's Midgets）に交代するまで、およそ30年間続けた。デイジーは、当時の人気女優になぞらえて「小さいメイ・ウエスト」（Midget Mae West）の愛称で呼ばれていた。4人は興行師アールズと同じ姓を、1930年代に彼が世を去るまで芸名としても名乗っていた。その後4人は、観衆の声を反映した「ザ・ドールズ」という芸名を名乗るようになった。
ハリーは俳優ロン・チェイニーの仲介で、トッド・ブラウニング監督の映画『三人』 (The Unholy Three) に冷酷非情な「トゥィードルディー」（Tweedledee）役で出演した。彼は1930年のトーキー版リメイク（ジャック・コンウェイ監督）でも、同じ役を演じている。他の3人も映画に出演し、ほとんどがサーカス団員という役どころだった。4人はローレル&ハーディ主演のコメディー映画に、幾つか出演している。ハリーとデイジーは、メトロ・ゴールドウィン・メイヤー配給・トッド・ブラウニング監督作品の映画『フリークス』（1932年）で、主役級の役どころを演じた。4人は揃って、1939年にメトロ・ゴールドウィン・メイヤーが配給したミュージカル映画『オズの魔法使』にマンチキンの人々役で出演した。この映画でハリーは、オズの国に到着したドロシーをマンチキンの人々が歓迎する「ロリポップ・ギルド」（The Lollipop Guild）の曲部分に小さな役で参加している。
4人は非常に固い絆で結ばれ、1942年にデイジーが通常の背丈の男性とつかの間の結婚生活を送っていた時期以外は、常に一緒に過ごしていた。デイジーの結婚は、1年もたたないうちに離婚という結末に終わっていた。4人が映画に俳優として出演する機会は常に限定されていたため、1952年にデイジーがセシル・B・デミル監督の大作映画『地上最大のショウ』に小さな役で出演したのを除いて、映画出演を取りやめている。4人はサーカス巡業の生活に戻り、1950年代後半まで出演を続けた。4人はリングリング・ブラザーズ・アンド・バーナム・アンド・ベイリー・サーカスとの契約が切れた後、クリスティアーニ・サーカス（Christiani Circus）と契約していたが、1958年に揃って引退することになった。
サーカスでの数十年の仕事は、4人に満ち足りた生活を提供していた。その後彼らはフロリダ州サラソータに家を買い、そこを4人揃っての安住の地と定めた。4人の住む家には特注の調度品や彼らの背丈に合わせた小型サイズの家具などが揃えられていて、しばしば雑誌の特集に取り上げられた。4人はその家で、生涯を終えることになった。4人のうち最後まで生きていた末の妹タイニーは、長い療養生活を送った後、2004年に90歳で死去している。

## 主な映画
- 『三人（英語版）』 （1925年、1930年） ハリーのみ
- 『That's My Baby』 （1926年） ハリーのみ
- 『Three-Ring Marriage』 （1928年） ハリー、デイジー、タイニー
- 『Be Big!』 （1931年） グレイス、ハリー、タイニー
- 『フリークス』 （1932年） ハリー、デイジー、タイニー
- 『オズの魔法使』 （1939年） 全員
- 『地上最大のショウ』 （1952年） デイジーのみ